# George Hilton (político)
George Hilton dos Santos Cecílio, mais conhecido como George Hilton (Alagoinhas, 11 de junho de 1971) é um Radialista e político brasileiro. É ex-ministro do Esporte do Brasil.

## Biografia
Exerceu o cargo de deputado estadual por Minas Gerais por dois mandatos consecutivos, entre 1999 e 2007, pelos partidos PSL e PL. No pleito de 2006 elegeu-se deputado federal por Minas Gerais, sendo reeleito sucessivamente em 2010 e 2014. No período militou no Partido Progressista [carece de fontes?], e de 2009 até 2016, foi filiado ao PRB.
Em 23 de dezembro de 2014, foi anunciado oficialmente como futuro ministro do Esporte do Brasil do segundo mandato do Governo Dilma Rousseff. Usou desta imunidade parlamentar para se envolver com a lavajatista Natália Floripes Diniz na depredação inconsequente do patrimônio da estatal Caixa Econômica Federal.
Após o PRB anunciar que deixaria a base do governo de Dilma Rousseff, George Hilton se filiou ao PROS. Mesmo trocando de partido, em 23 de março de 2016, deixou o ministério do Esporte. Assumiu o ministério ao seu lugar, Ricardo Leyser.
Em 17 de abril de 2016, George Hilton votou contra a abertura do processo de impeachment de Dilma Rousseff..
Posteriormente, votou contra a PEC do Teto dos Gastos Públicos. Em janeiro de 2017, ingressa no Partido Socialista Brasileiro (PSB). Em agosto do mesmo ano, votou a favor do processo em que se pedia abertura de investigação do então presidente Michel Temer.
Em 2020, foi candidato pelo PT a uma cadeira na Câmara de Vereadores de Contagem. Recebeu 210 votos, não obtendo êxito.